# Un home d'altura
Un home d'altura (títol original en francès: Un homme à la hauteur) és una pel·lícula francesa dirigida per Laurent Tirard, estrenada l'any 2016. Es tracta d'un remake de Corazón de León de Marcos Carnevale. La pel·lícula fou doblada al català.

## Argument
Diane és una dona molt bonica i brillant advocada dotada d'una forta personalitat. Desgraciada en el matrimoni, es divorcia i, a partir d'aleshores, és lliure de trobar l'home de la seva vida. Un dia, un home anomenat Alexandre la truca perquè ha trobat el seu telèfon portàtil perdut. L'home és cortès, graciós, culte i Diane s'hi troba encantada amb ell. Ara bé, quan queden per trobar-se sorgeix un problema: Alexandre mesura 1'36 metres.

## Repartiment
- Jean Dujardin: Alexandre
- Virginie Efira: Diane
- Cédric Kahn: Bruno
- Stéphanie Papanian: Coralie
- César Domboy: Benji
- Edmonde Franchi: Monique
- Manöelle Gaillard: Nicole
- Bruno Gomila: Philippe
- Myriam Tekaïa: Stéphanie
- François-Dominique Blin: Sébastien

## Producció

### Gènesi i desenvolupament
El guió s'inspira en el film brasiler-argentí Corazón de León dirigit per Marcos Carnevale i estrenada l'any 2013. La productora Vanessa Van Zuylen contracta llavors el director-guionista Laurent Tirard. Aquest últim no estava en un principi molt entusiasmat pel projecte però va llegir l'original per cortesia i va manifestar: «tret que l'endemà al matí, veient-ho, he estat escollit per aquest film. Hi tenia allà un bon tema, fort, audaç, inesperat i a continuació he vist en aquesta comèdia un cert potencial emocional».

### Repartiment dels papers
Jean Dujardin va acceptar el paper vint-i-quatre hores després d'haver llegit el guió.

### Rodatge
El rodatge ha estat prou secret i cap imatge de Jean Dujardin no va ser revelada abans del tràiler. Nombrosos trucs i efectes especials van ser necessaris per reduir la talla de Jean Dujardin. Laurent Tirard ho explica així: « Això anava de coses tan simplicíssimes com posar Jean de genolls (enquadrant-lo al nivell de l'espatlla) o de forçar les perspectives (posant-lo més lluny perquè aparegués més petit) a mètodes més complicats com l'escena al despatx on Jean, interromput per Cédric, havia de saltar de la butaca. Per això, ha calgut aixecar tota la sala quaranta centímetres excepte la part on Jean aterrava.

### Llocs de rodatge
| - Boques del Roine : - Cassís - Marsella : - Mairuelh - Les Milles: Aerodrom d'Aix - Les Milles i voltants. | - Illa de França : - París : - ESIEE Paris (Sena i Marne) (sala de ping pong) - Estudis de Bry-sur-Marne (Val-de-Marne) - Liège estació TGV (Bèlgica) |

## Al voltant de la pel·lícula
- L'avió qui assegura el llançament dels paracaigudistes al començament del film és un Pilatus PC-6/B2-H4 (c/n 915 - 1996) matriculat F-GVTF.[4]
- El llançament del paracaigudista al final del film és dirigit per un Cessna 206 matriculat F-HGAZ (c/n U206-05584).[5]